# Otrok kot potrošnik
Otrok kot potrošnik je raziskovalno področje potrošništva in oglaševanja, ki je v zadnjih desetletjih postalo zelo pomembno zaradi vse večje vpletenosti otrok v potrošniško kulturo in kulturo oglaševanja. Nekateri raziskovalci se ukvarjajo z raziskovanjem procesa potrošniške socializacije otrok, drugi razpravljajo o tem, do katere mere so otroci zmožni procesiranja oglasov na zavestni in kritični ravni, tretji o značilnostih oglasov, ki ciljajo na otroke, četrti pa na otrokovo zaznavanje izdelkov in cen in tako dalje.
Pred 30. ali 40. leti je družba z vidika potrošništva na otroke gledala kot na posameznike, ki so od odraslih oseb dobivali denar, ki so skrbno varčevali in le redko zapravili. Občasno so kupili kakšno sladkarijo ali sladko pijačo, a jih trgovci kljub temu niso dojemali kot prave potrošnike, temveč kot bodoče potrošnike. V zadnjih dveh desetletjih pa se je opazno povečala vključenost otrok v potrošniško kulturo. Današnji otroci so pogosteje in tudi v bolj zgodnjih letih izpostavljeni oglaševanju kot otroci prejšnjih generacij. Danes otroci zapravljajo več denarja, kar je vodilo do hitrega povečanja oglaševalnih vsebin, ciljno usmerjenih na otroke. V zadnjem času pa se oglaševanje otrokom od televizije pospešeno premika tudi na otroške internetne strani. 

## Kdaj otroci postanejo potrošniki?
Izraz potrošniška socializacija se nanaša na proces, med katerim se otrok nauči potrošniškega oz. nakupovalnega vedenja. Kljub temu, da so starši otrokom primarni modeli nakupnega vedenja, na oblikovanje le-tega pri otrocih vplivajo tudi vrstniki, televizijski oglasi, promocije, trgovine in drugi oglaševalni komunikatorji, ki otrokom predstavljajo dodaten vir informacij. 

### Nakupno vedenje otrok
Avtorja McNeal in Yeh (1994) sta oblikovala 5-stopenjski model razvoja nakupovalnega vedenja pri otrocih. Vsaka stopnja razvoja vedenja je zaznamovana z relativno razločevalnimi sklopi vedenj pri otrocih, ki se z razvojem kvalitatitvno spreminjajo. 

#### Prva stopnja: opazovanje (povprečna starost 2 meseca)
Nakupno vedenje otrok se začne okoli drugega meseca starosti in obsega prve zaznavne stike s trgovinami in izdelki, ki jih dobijo preko različnih barv, oblik, zvokov, vonjev in tekstur. Otroci skozi svoja opazovanja in s podporo staršev začnejo graditi prve vtise o trgovinah kot virih dobrin in zanimivih izdelkov, ki jih starši rutinsko priskrbijo.

#### Druga stopnja: Želje (povprečna starost 2 leti)
Za drugo stopnjo je značilno otrokovo razvijanje preferenc ter izražanje svojih želja o določenih izdelkih, ki jih zaznajo ali prepoznajo na policah trgovin. Želje sprva izražajo z gestami, kasneje z besedo in nazadnje z večbesednimi stavki, včasih pa tudi z jokom in moledovanjem. Želje najpogosteje zajemajo vrste kosmičev, sladkih prigrizkov in igrač, starši pa željam po navadi z veseljem ugodijo. Na tej točki razvoja se otroci osredotočijo predvsem na privlačne lastnosti izdelkov, zaradi katerih le-te zelo težko odmislijo. Od tega obdobja naprej postanejo otroci ekstremno ranljivi in dovzetni za komercialno oglaševanje.

#### Tretja stopnja: izbiranje (povprečna starost 3 leta in pol)
Na tej stopnji otroci že samostojno poiščejo in izbirajo želene izdelke s polic v trgovini ter jih polagajo v vozičke ali košare svojih staršev, ki le-to otroku dovolijo. Gre za prva večja fizična dejanja, ki otroka usmerjajo k temu, da postane samostojen potrošnik. Otroci najpogosteje izbirajo kosmiče, igrače, sladke in slane prigrizke, knjige in oblačila. Ko otrokovo izbiranje izdelkov v trgovini postane vsakdanje, otrok začne še pogosteje prositi za določene izdelke  svoje prošnje pa izraža skozi učinkovita pogajanja s starši.

#### Četrta stopnja: neodvisni nakupi ob prisotnosti staršev (povprečna starost 5 let in pol)
Otroci po tem, ko jim starši dovolijo, da sami izbirajo izdelke, kmalu želijo tudi sami aktivno sodelovati v procesu izmenjave in se tako izkazati v odraslih vlogah. Osnova za to željo je razumevanje otrok, da je za proces izmenjave potrebna trgovina - prostor z določenimi izdelki in denar, s katerim kupci plačajo izdelke. Z dovoljenjem staršev in njihovo pomočjo otroci prvič opravijo nakup tako, da blagajničarki izročijo denar za izbrane izdelke. Na tej stopnji so za pridobivanje izkušenj ključne prve interakcije med otrokom in prodajnim osebjem. Kljub temu, da otroci te starosti še pomanjkljivo razumejo koncept denarja, jim njihovo razumevanje omogoča celotno doživljanje nakupovanja: željo, iskanje izdelka, nakup in uporabo izdelka. Otroci na četrti stopnji še vedno najpogosteje izbirajo igrače, sladke in slane prigrizke, darila in oblačila.

#### Peta stopnja: samostojno nakupovanje (od 8 let naprej)
Otroci pridobijo boljše razumevanje koncepta denarja in procesa izmenjave. Ko so dovolj zreli, tako fizično kot tudi psihično, starše prepričajo, da so sposobni samostojnega nakupovanja. Okoli osmega leta starosti se tako že sami odpravijo v trgovino, kjer samostojno nakupujejo. Od osmega leta naprej se otroci prično prilagajati tudi mnenjem svojih vrstnikov, njihovi interesi pa se od igrač premaknejo k bolj »odraslim« izdelkom, npr. športni opremi, glasbi. Otrokovo potrošniško vedenje se nadalje razvija tudi v obdobju mladostništva, vendar so temeljni vzorci osnovani že v zgodnejših letih predvsem s prehodom od preprostih želja k iskanju zadovoljevanja potreb, s sprejemanjem neodvisnih izbir in ustreznim določanjem prednosti nekega izdelka ter njegove konkurence. Otrok je tako sposoben različnih procesov odločanja, ki jih opravi pred nakupi.

### Otrokovo zaznavanje cen izdelkov
Otroci se koncepta cene začnejo zavedati še pred vstopom v osnovno šolo, z njim pa se splošno začnejo ukvarjati okoli osmega oz. devetega leta. Najraje imajo znižane cene, še posebej pa akcije, kjer nekatere izdelke dobijo brezplačno. Ta termin zelo pogosto uporabljajo oglaševalci, ki s svojimi oglasi ciljajo predvsem na otroke, saj s poudarjanjem nizkih cen in popustov prej pritegnejo pozornost otrok. Trgovine produkte, namenjene otrokom, postavljajo v višino oči, ob produktu pa je jasno vidna cena. Cene izdelkov, ki so namenjeni otrokom, so pogosto nizke in prilagojene znesku, ki so ga starši še pripravljeni plačati za nek izdelek, ki si ga je izbral otrok. Višja kot je stopnja zadovoljstva, ki ga nek izdelek prinese otroku, višja je tudi pripravljenost staršev ali otroka, da ta izdelek kupijo. Npr. sladkarije načeloma niso drage, ko pa jim prodajalci dodajo različne dodatke (igrače, sličice, nagrade ipd.), se cena sorazmerno poviša, saj izdelek zdaj zadovoljuje otrokovo željo po sladkarijah in tudi otrokovo potrebo po igri.

## Razvojni vidiki oglaševalske pismenosti otrok
Eno izmed najpomembnejših vprašanj razprav o otrocih kot potrošnikih je, do katere mere so otroci zmožni procesiranja oglasov na zavestni in kritični ravni. Da dosežejo to raven, morajo otroci (1) biti zmožni razlikovanja med oglasi in drugimi medijskimi vsebinami (televizijskimi programi), (2) razumeti, da si oglasi prizadevajo vplivati na njihovo nakupovalno vedenje, (3) izkazati zavedanje, da oglasi vplivajo na nakupovalno vedenje s spreminjanjem stališč in prepričanj o izdelku ter (4) razumeti specifične načine, s katerimi oglaševalci želijo posameznika prepričati, da kupi določen izdelek. Navedeno zavedanje oglaševanja in njegovega razumevanja se pogosto opredeljuje z izrazom oglaševalska pismenost.
Pomembno področje raziskav vpliva oglaševanja na otroke zajemajo analize razvojnih sprememb, ki vplivajo na otrokovo zmožnost razumevanja oglaševalnih sporočil in njihovih namer. Spremembe v otrokovem razumevanju namena oglaševalnih sporočil najbolje pojasnijo teorije kognitivnega razvoja. Eno najbolj znanih teorij kognitivnega razvoja otrok je razvil J. Piaget, ki je opisal 4 kvalitativno različne stopnje mišljenja. Za razumevanje otrokovega dojemanja oglaševalskih sporočil so najpomembnejše druga (predoperativna) stopnja, tretja (operativna) stopnja in četrta stopnja (formalno-logično mišljenje). 

### Predoperativna stopnja
Predoperativna stopnja zajema otroke stare od tri do šest let, za katere je značilno osredotočanje na zaznavne značilnosti oglasov ter izdelkov, torej na to, kakšni so oglasi in kako izdelek izgleda. Zaradi težav s prevzemanjem perspektiv drugih ljudi, otroci na tej stopnji mišljenja kažejo izrazite nesposobnosti razumevanja oglaševalnih namer  oglase pa prepoznajo zgolj na podlagi zaznavnih značilnosti.

### Operativna stopnja
Na operativni stopnji otroci, stari od šest do enajst let, začnejo dojemati svet okoli sebe bolj realistično. Razumejo, da zaznavne manipulacije ne spremenijo resničnih lastnosti produkta. Prav tako so sposobni decentriranja mišljenja (tj. zmožnost vzporednega razmišljanja o več vidikih hkrati) in prevzemanja perspektiv drugih ljudi. Med oglasi opažajo več kot samo informacije, podane v oglasu.
Do približno osmega leta starosti otroci težje razumejo, da je namen oglasov ta, da jih prepričajo k nakupu njihovega izdelka in ne konkurenčnega izdelka, pač pa na oglase gledajo kot na informiranje o ogromnem številu privlačnih izdelkov, ki jih lahko kupijo. Raziskava avtorjev Robertson in Rossiter (1974) je pokazala, da je samo 50% vprašanih prvošolcev razumelo prepričevalne namere oglaševanja v primerjavi z 87% tretješolcev in 99% petošolcev.

### Stopnja formalno-logičnega mišljenja
Mladostniki, stari enajst let in več, dosegajo stopnjo formalno-logičnega mišljenja, kar pomeni, da  lahko sklepajo abstraktno in da so sposobni na stvari in dogajanja pogledati iz širše perspektive. Razumejo, da oglasi želijo preko spreminjanja mentalnih stanj, stališč in znanj posameznikov vplivati na njihove nakupovalne vedenjske vzorce. Prav tako razumejo, da zato oglaševalci uporabljajo različne prepričevalne oz. oglaševalske tehnike. Kljub temu pa mladostnikovo zavedanje oglaševalskih tehnik ter dejstva, da ni vse tako kot je prikazano v oglasih, ne bo preprečilo njegovih želja po tem izdelku.

## Oglaševanje otrokom in njihovo zaznavanje oglasov ter izdelkov
Cilj oglaševalnih podjetij je, da otroci med gledanjem oglasa spremljajo njegovo sporočilo, si zaželijo oglaševanega izdelka, si ga zapomnijo in prepoznajo v trgovini ter ga na koncu tudi kupijo. Na to, kako uspešni so oglasi, vpliva tudi to, kako dobro otroci razumejo namen prepričljivih vsebin oglasov. Zaradi ranljivosti otrok, je oglaševanje otrokom tudi eno izmed področij etično spornega oglaševanja.
Za televizijske oglase, ki so zasnovani tako, da pritegnejo in ohranjajo otrokovo pozornost, je značilno, da vsebujejo živahne akcije animiranih junakov, raznolike zvočne učinke ter glasno glasbo. Predšolski otroci tovrstnim oglasom namenijo največ pozornosti, otroke stare od tri do osem let pa bolj kot oglasi s kompleksnimi video učinki pritegnejo oglasi z zelo obsežnimi zvočnimi učinki. Ti so pomembni predvsem zato, ker oglaševalci vedo, da lahko z njimi pritegnejo tudi tiste otroke, ki prižgane televizije v nekem trenutku ne gledajo, a jih zanimivi zvoki motivirajo, da svojo pozornost preusmerijo na oglas.
Zaradi ponavljanja oglasov se otrokom predvajane vsebine vtisnejo v spomin. Zelo lahko si zapomnijo različne rime, besedila pesmi in slogane. Še več, s ponavljanjem oglasov se izdelek vtisne v spomin tudi starejšim otrokom, ki kažejo več odpora do oglasnih sporočil kot predšolski otroci. Raziskava, ki sta jo izvedla Galst in White (1976) je pokazala, da otroci, ki so izpostavljeni televizijskim oglasom v domačem okolju, tudi pogosteje povprašujejo po oglaševanih izdelkih kot tisti, ki oglasom niso izpostavljeni. 
James U. McNeal je leta 1981 razvil hierarhični model promocije K-A-B (Knowledge -->  Attitude --> Behavior), ki preprosto razloži, kako promocije izdelkov otroke (potrošnike) spodbujajo k nakupovanju. Televizijski oglasi, oglasi v revijah in na internetu otroke najprej informirajo o ponudbi, kar pomeni, da otroci pridobijo določeno znanje o njim atraktivnih izdelkih. Če informacije poudarjajo prednosti izdelka in dajejo obljubo, da izdelek lahko zadovolji otrokove glavne potrebe (igra, zabava, zaupanje), bo otrok za izdelek pokazal več interesa. Oblikoval bo naklonjena stališča do izdelka, kar ga bo vzpodbudilo k vedenju, usmerjenemu k izdelku. Iskal bo dodatne informacije o izdelku, poizvedel, kje ga lahko kupi ipd. To vedenje krepi njegova naklonjena stališča do izdelka ter ga nazadnje vzpodbudi k nakupu izdelka ali moledovanju, da izdelek kupijo starši. Funkcija integrativnega oglaševanja je prav ta, da oglasi z različnimi kombinacijami oglaševanja, pakiranja, promocij, popustov pripeljejo otroka skozi vse tri stopnje nakupovalnega vedenja.